# Tenuipalpus bakeri
Tenuipalpus bakeri är en spindeldjursart som beskrevs av McGregor 1949. Tenuipalpus bakeri ingår i släktet Tenuipalpus och familjen Tenuipalpidae. Inga underarter finns listade i Catalogue of Life.